# 1929 en Colombie-Britannique
Chronologie de la Colombie-Britannique
- 1925
- 1926
- 1927
- 1928
- 1929
- 1930
- 1931
- 1932
- 1933

Cette page concerne des événements qui se sont produits durant l'année 1929 dans la province canadienne de Colombie-Britannique.

## Politique
- Premier ministre : Simon Fraser Tolmie .
- Chef de l'Opposition : Thomas Dufferin Pattullo du Parti Libéral
- Lieutenant-gouverneur : Robert Randolph Bruce
- Législature :

## Événements

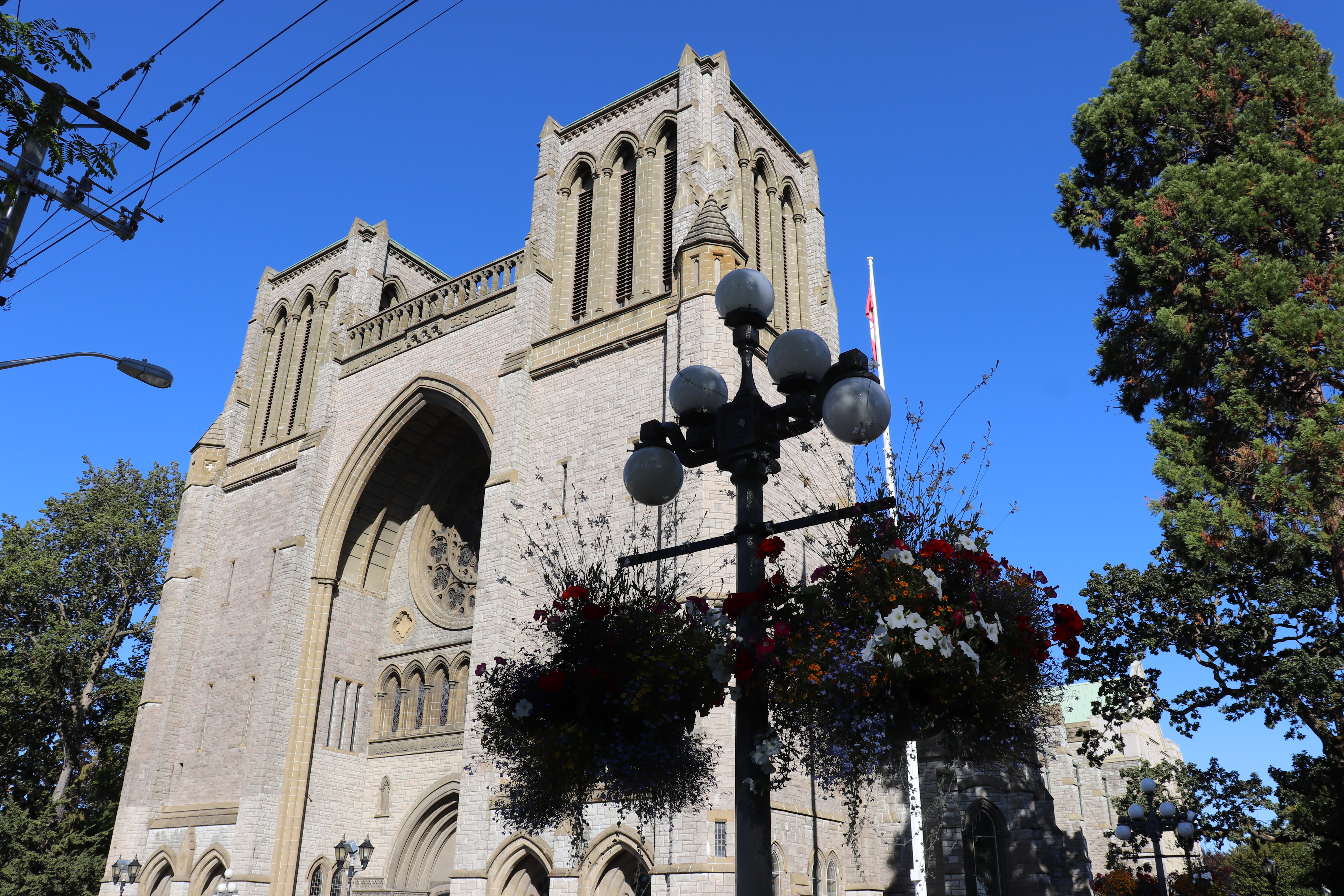
Christ Church Cathedral

- Achèvement de la Christ Church Cathédral de Victoria. C'est un édifice situé 930 Burdett Avenue à Victoria[1].

## Naissances
- Peter Pollen (en), maire de Victoria.